# Васютинський Антон Федорович
Анто́н Фе́дорович (Антоній Афоційович) Васюти́нський (17 січня (29 січня) 1858, Кам'янець-Подільський — 2 грудня 1935, Ленінград, нині Санкт-Петербург) — український і російський художник-медальєр. Автор багатьох моделей і медалей Російської імперії та СРСР. Академік Петербурзької академії мистецтв (1908). Герой Праці (1922).

## Життєпис

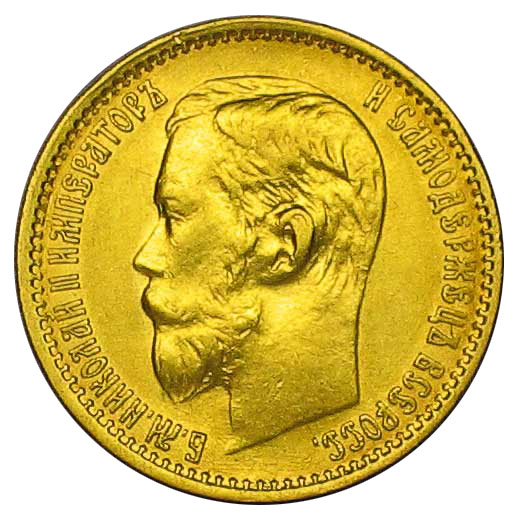
Золоті 5 карбованців 1899 року. Робота Антона Васютинського

Антон Васютинский. Ювілейна медаль на 50 річчя художньої діяльності Боголюбова О. П.

Народився в бідній родині. У три роки залишився без батька, рано почав працювати. Любов до малювання виявилася змалку, а навчатись улюбленій справі довелося вже пізно. Лише 1879 року він здобув освіту у Київській рисувальній школі, яку очолював Микола Мурашко. В липні 1881 року Васютинський став вільним слухачем Петербурзької академії мистецтв. 1882 року його прийняли учнем натурного класу Академії з історичного живопису. Після трьох років напруженого навчання, через брак коштів та поганий стан здоров'я, повернувся до Кам'янця, щоб викладати уроки малювання в шкільних закладах міста. Та вже через рік знову з'явився у Петербурзі і перевівся до медальєрного класу в Академії мистецтв. Його успіхи у навчанні Академія відзначила декількома медалями. 1888 року за створення медалі «Геркулес, що вбиває триголову гідру» отримав золоту медаль першого достоїнства. Разом з цією медаллю йому надали звання класного художника першого ступеня.
Працюючи за направленням на Петербурзькому монетному дворі, він одночасно навчався на педагогічних курсах при Академії, щоб мати змогу викладати малювання в середніх навчальних закладах.
За рішенням Ради Академії Васютинський отримав закордонну стипендію та поїхав в Австрію студіювати медальєрну справу до одного з найвідоміших медальєрів того часу — Антона Шарффа (1845—1903). Після Відня відвідав Мюнхен, а потім поїхав у Париж, де плідно працював.
1891 року на Паризькій виставці його медалі відзначено Почесним дипломом. 1892 року він отримав премію за «медалі та ювелірні вироби з використанням медальєрної техніки».
1893 року Васютинський приїхав до Петербурга з Парижа вже визнаним медальєром. Як досвідчений майстер, отримав посаду старшого медальєра Петербурзького, монетного двору. Там, на Петербурзькому (потім — Петроградському, згодом — Ленінградському) монетнім дворі Васютинський і пропрацював все життя. Там виплекав цілу плеяду учнів та наступників (С. Тульчинського, М. Соколова, В. Голенецького та ін.). За роботою і помер. Поховано на Смоленському православному кладовищі (Васютинська дорога, дільниця 3). На могилі встановлено стелу, бюст із чавуну .
Свої роботи Васютинський експонував на багатьох виставках не тільки в Росії, а й в Італії, Німеччині, Франції. За досягнення в галузі медальєрного мистецтва 27 жовтня 1908 року його обрали академіком Петербурзької академії мистецтв.
1922 року за великий внесок у відновлення діяльності Петроградського монетного двору та організацію карбування радянських монет в стислі строки йому надано почесне звання Герой Праці.

## Роботи
Васютинський різьбив медалі майже до всіх видатних подій Російської імперії останнього її періоду, а потім — Радянського Союзу періоду його становлення. Багато його медалей присвячено ювілеям видатних діячів мистецтва та науки (як російських, так і українських).
1885 року Васютинський виготовив взірці російської золотої та банківської срібної монет.
У 1912—1913 роках працював над виготовленням ювілейного карбованця до 300-річчя дому Романових.
У 1921—1923 роках виготовив штемпелі до монет радянської держави (срібні карбованець і 50 копійок, білонні 20, 15 та 10 копійок, золотий червонець).